# Jugoslavensko rukometno prvenstvo 1955.
Rukometni prvak Jugoslavije za 1955. godinu je postala momčad Crvene zvezde iz Beograda. 

## Savezno prvenstvo
Prvo su igrane podsavezne i republičke lige, pa potom kvalifikacije u završnicu prvenstva, gdje su se plasirale četiri momčadi, no od završnice su odustali zagrebački klubovi Prvomajska i Zagreb.

### Završnica
Igrana u Beogradu.

#### Rezultati
| Crvena zvezda Beograd |  | Mlada Bosna Sarajevo |  | 17:6, 11:4 |

#### Ljestvica
| Mj. | Klub                  | ut. | pob. | neod. | por. | gol+ | gol- | gr  | bod |
| --- | --------------------- | --- | ---- | ----- | ---- | ---- | ---- | --- | --- |
| 1.  | Crvena zvezda Beograd | 2   | 2    | 0     | 0    | 28   | 10   | 18  | 4   |
| 2.  | Mlada Bosna Sarajevo  | 2   | 0    | 0     | 2    | 10   | 28   | -18 | 0   |

## Republička prvenstva

### Hrvatska
Igrano u Varaždinu uz sudjelovanje šest momladi.
Konalni poredak: 

1. Prvomajska Zagreb 

2. Zagreb 

3. Grafičar Zagreb 

4. Split 

5. Sloga Nova Gradiška 

6. Sloboda Varaždin